# Vol Widerøe 933
Le vol Widerøe 933, également connu sous le nom d'accident de Mehamn (Mehamn-ulykken), implique le crash d'un De Havilland Canada DHC-6 Twin Otter, exploité par la compagnie aérienne norvégienne Widerøe, survenue le 11 mars 1982, à 13 h 27. L'appareil s'est écrasé  dans la mer de Barents, au large de Gamvik, en Norvège, ne laissant aucun survivants parmi les 15 personnes à bord.

## Avion
L'aéronef accidenté était un De Havilland Canada DHC-6-300 Twin Otter, un bi-turbopropulseur d'une capacité de 19 passagers, immatriculé LN-BNK (numéro de série 568). Il a été construit par de Havilland Canada en 1977, livré neuf à Widerøe et immatriculé en Norvège le 9 février 1978.
L'avion avait été précédemment endommagé par le souffle des réacteurs d'un Douglas DC-9 à l'aéroport de Tromsø en mars 1980, après quoi la gouverne de direction a été remplacé. Hormis cela, ce Twin Otter n'a pas été victime d'autres incidents significatifs. Il répondait alors à toutes les exigences en matière de maintenance et de certification et avait effectué environ 10 000 heures de vol au moment de l'accident.

## Déroulement du vol

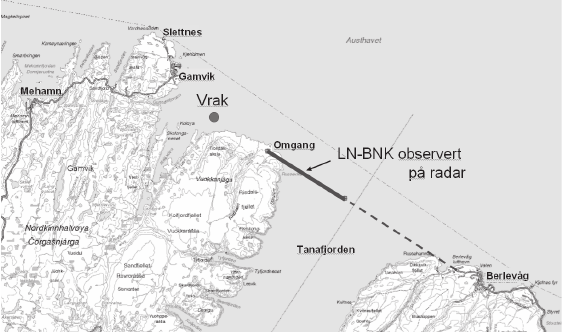
Carte représentant le trajet du vol 933. La ligne en gras est la route suivie par le radar ; « vrak » est l'endroit où l'épave de l'avion a été retrouvée.

Le vol 933 est un vol intérieur régulier reliant l'aéroport de Kirkenes à l'aéroport d'Alta, avec plusieurs escales prévues à l'aéroport de Vadsø (en), à l'aéroport de Berlevåg (en), à l'aéroport de Mehamn (en) et à l'aéroport de Honningsvåg. Le commandant de bord est Peer Christian Hovring (38 ans) et le copilote est Hans Breines (26 ans). L'avion transporte treize passagers à bord, dont deux enfants, au départ de Berlevåg.
La météo est bonne, mais avec un fort vent venant du sud. Le commandant a choisi de voler selon les règles de vol à vue. D'autres avions, qui ont traversé la zone après du vol 933, ont subi de fortes turbulences entre 1 000 pieds (300 m) et 1 500 pieds (460 m) d'altitude.
Le Twin Otter quitta Berlevåg à 13 h 19, soit 11 minutes plus tôt que prévu, ce qui fit rater le vol à un passager. Le copilote signala au service d'information de vol (AFIS) de l'aéroport de Mehamn, à 13 h 22, que l'avion se trouvait à 2 000 pieds (610 m) d'altitude au-dessus du Tanafjord et que son heure d'arrivée était estimée à 13 h 33 ; le contact radio prit fin quelques instants plus tard. La trajectoire de vol fut surveillée par un officier du centre de contrôle de la Force aérienne royale norvégienne (RNoAF) à Honningsvåg durant 25 secondes, après quoi l'avion disparut des écrans radars. L'officier du centre RNoAF présume alors que l'avion est tombé sous l'horizon-radar de 1 200 pieds (366 m) d'altitude.
L'AFIS de Mehamn a contacté le vol 933 par radio à 13 h 35, mais n'a reçu aucune réponse. Après plusieurs tentatives, il a contacté celui de Berlevåg ainsi que l'aéroport de Kirkenes, qui n'ont pas non plus réussi à établir de contact radio. Un autre avion de Widerøe, reliant Honningsvåg et Mehamn, a également tenté d'établir un contact radio. Le Centre de coordination conjointe des opérations de sauvetage du nord de la Norvège (en) a été informé de la situation à 13 h 41 et a immédiatement coordonné une vaste opération de recherche et sauvetage. Trois groupes du Corps de recherche et de sauvetage de la Croix-Rouge norvégienne (en) ont été dépêchés et dix navires présents dans la zone se sont portés volontaires pour participer aux recherches. Ils ont été complétés par deux navires de recherche et de sauvetage de la Norsk Selskab til Skibbrudnes Redning (NSSR).

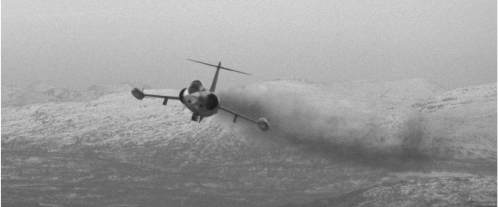
Un Canadair CF-104 Starfighter, lors des opérations de recherche du vol 933.

Deux Canadair CF-104 Starfighter de la RNoAF et un Westland WS-61 Sea King de la base aérienne de Banak (en) ont participé aux recherches avec deux autres hélicoptères militaires, ainsi qu'un Twin Otter de Widerøe et un avion de la compagnie aérienne norvégienne Norving (en). Des débris de l'avion ont été retrouvées vers 18 h 00 le jour du crash. Une avancée majeure a eu lieu à 17 h 39, le 13 mars, lorsqu'un navire de la NSSR a trouvé l'épave à 45 m de profondeur, à 1,1 km au nord de Teistbergan. Le lendemain, deux plongeurs ont exploré le site et ont confirmé qu'il s'agissait du vol 933.
Un groupe de plongeurs est arrivé de la base navale de Ramsund ce soir-là et a commencé à remonter les corps des victimes, les derniers étant récupérés le 20 mars. Tous les occupants de l'avion ont été retrouvés, à l'exception du commandant de bord, bien qu'un corps ait été localisé à 1 000 pieds (300 m) de l'épave principale. Comme les passagers et les deux pilotes auraient été exposés à une force de 50 à 100 g au moment de l'impact avec la mer, ils seraient tous morts instantanément lors du crash.

Débris de l'avion
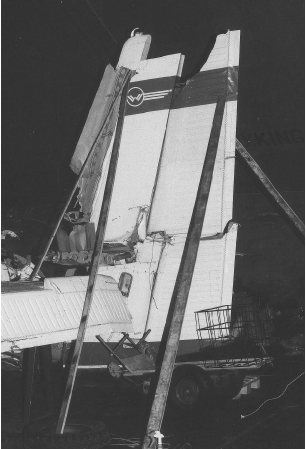
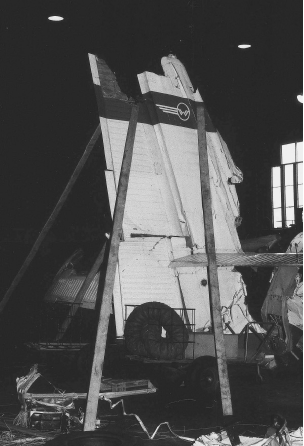
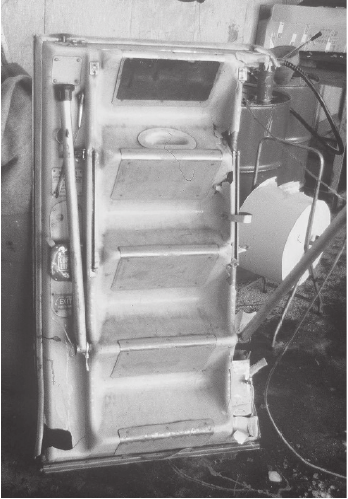

## Cause de l'accident
L'enquête a montré qu'avant l'accident, il y avait des fissures dans le tube de torsion (en) reliant la gouverne de profondeur gauche au système de commande de ces gouvernes. Widerøe, de Havilland Canada et la commission d'enquête initiale ont estimé que cela n'avait aucun rapport avec l'accident, tandis que Transports Canada et l'Institut de recherche de la défense ont estimé que cela avait provoqué un affaiblissement de l'ensemble de la structure. La zone de l'accident subissait de fortes turbulences en air clair jusqu'à 6 000 pieds (1 800 m) d'altitude. La vitesse du vent était alors comparable à celle utilisée pour la certification de l'avion. Les pilotes de Twin Otter au sein de la compagnie aérienne et de la RNoAF ont confirmé que le contrôle de l'altitude de l'avion pouvait être difficile en cas de fortes turbulences.
Il est possible que les turbulences aient provoqué la rupture du tube de torsion entraînant la gouverne de profondeur gauche ; celle-ci aurait pu se déplacer librement, mais les pilotes auraient conservé environ la moitié du contrôle de l'attitude de leur avion. Celui-ci présentait également une biellette de poussée-traction défectueuse et des câbles de commande de direction usés, bien que l'on ne sache pas avec certitude si cela en était en partie la cause.
La cause directe de l'accident est présumée être la défaillance structurelle du stabilisateur vertical. Il existe deux explications possibles à la façon dont l'accident a pu se produire. La première est que la perte le contrôle du tangage par les pilotes, causé par la rupture du tube de torsion de la gouverne de profondeur gauche a fait entrer l'avion en décrochage. En raison de cela, il aurait été facile pour l'avion de décrocher à plusieurs reprises, en perdant à chaque fois de l'altitude. L'avion serait ainsi tombé dans la mer ; la dérive et la gouverne de direction se seraient ensuite cassés lors de l'impact avec l'eau.
La deuxième explication repose sur l'hypothèse que l'avion aurait atteint une vitesse d'au moins 180 nœuds (330 km/h), alors que sa vitesse de croisière habituelle est de 140 nœuds (260 km/h). Cela est possible dans des conditions de vent extrêmes, étant donné que les pilotes avaient perdu l'usage de la gouverne de profondeur. Les simulations montrent que chaque rafale de vent avait une probabilité de 0,5 % de conduire à la rupture de la gouverne de direction, et la dernière commission d'enquête a conclu qu'il était probable que l'avion ait pu être touché par au moins dix rafales de ce genre, qui auraient dangereusement sollicité le stabilisateur vertical jusqu'à ce qu'il se détache en plein vol.

## Controverses

Carte représentant les sites pertinents liés au vol 933 et à l'activité militaire dans la région.

L'accident s'est produit lors d'un exercice militaire de l'OTAN, dans une zone d'exclusion aérienne autoproclamée pour les avions militaires alliés.
Une théorie du complot a émergé après la conclusion de l'enquête, affirmant que l'accident aurait été causé par une collision en vol avec un Hawker Siddeley Harrier de la Royal Air Force. Cette théorie se fonde sur plusieurs rapports publiés durant les années, voire les décennies qui ont suivi l'accident.
Un rapport de 1987, selon lequel un radar avait observé un avion non identifié qui suivait une trajectoire de collision avec le Twin Otter, a déclenché une deuxième enquête. Il a été conclu que l'existence d'autres avions dans la zone pouvait être exclue et qu'aucun autre objet en vol n'aurait pu provoquer l'accident.
Le débat sur l'accident a refait surface en 1997, lorsque plusieurs sources ont affirmé qu'il y avait des preuves nouvelles ou négligées de l'implication d'avions de l'OTAN. Le Statens havarikommisjon for transport (SHT) a alors décidé d'enquêter sur ces nouvelles allégations et a conclu qu'il n'y avait aucune preuve pour les étayer.
L'accident a fait l'objet d'une nouvelle enquête en novembre 2002, après qu'un contrôleur aérien norvégien à la retraite a déclaré que l'un des pilotes du Harrier, impliqué dans une mission à peu près au moment de l'accident, aurait demandé un atterrissage immédiat en raison de problèmes techniques. Le rapport a été publié le 20 septembre 2005. Il corrobore pleinement les conclusions des trois rapports précédents et n'a trouvé aucune nouvelle preuve d'un impact avec un Harrier ou tout autre avion.